# 杨式溥
杨式溥（1925年—2002年），男，直隶（今河北）行唐人，中国古生物学及地层学家，曾任中国地质大学教授、博士生导师。